# У-11

## История
Ощев в края на 1940 г. съветското ръководство приема решение за модернизация на танковете от модела КВ. Предвидено е превъоръжаване на една част от тях със 122 мм гаубица, без да се променят характеристиките на куполата.
Работата по създаването на 122 мм танкова гаубица, която да може да бъде монтирана в куполата на танка КВ-1 (танк), започват в конструкторското бюро на завода „Уралмаш“ през юли 1942 г. Новата гаубица е създадена на базата на 122 мм гаубица М-30. През есента на същата година образецът е одобрен и под името У-11 започват изпитанията му.
През следващата 1942 г. завод № 9, който се отделят от „Уралмаш“, произвежда 10 серийни гаубици У-11. Две от тях са монтирани на опитните образци тежък танк КВ-9 и „Обект 234“.
През март 1943 г. от завода „Уралмаш“ предлагат коренна модернизация на СУ-122, като в основата си тя се състои в превъоръжаването ѝ с гаубицата У-11. Модернизираният вариант на машината получава името СУ-122М. Новата гаубица е снабдена с нова система за насочване (в сравнение с гаубицата М-30) и е монтирана в подобрен вариант на бойното отделение.
През същата година заводът „Уралмаш“ монтира У-11 в променена купола на танка Т-34. По-нанатъшната работа по проекта за създаване на щурмови танк на базата на Т-34 е спряна, защото на въоръжение вече е приета СУ-122.

## Боеприпаси
| Снаряд             | Тегло, кг.         | Тегло на ВВ, г.    | Тип взривател      |
| Осколъчни, фугасни | Осколъчни, фугасни | Осколъчни, фугасни | Осколъчни, фугасни |
| ------------------ | ------------------ | ------------------ | ------------------ |
| ОФ-462             | 21,7               | 3,67               | РГМ, Д-1           |
| О-462А             | 21,7               | н.д.               | РГМ, Д-1           |
| Кумулативни        |                    |                    |                    |
| БП-460А            | н.д.               | н.д.               | н.д.               |
| Димни              |                    |                    |                    |
| Д-460              | н.д.               | н.д.               | н.д.               |
| Д-460А             | н.д.               | н.д.               | н.д.               |